# Diritto del Belgio
Il diritto belga (in olandese: Belgisch recht, in francese: Droite belge, in tedesco: Belgisches Recht) appartiene alla famiglia del civil law ed è, in quanto tale, un discendente del diritto romano. È in gran parte ispirato al diritto francese, sebbene il diritto tedesco, il diritto olandese ei principi del common law influenzino gli sviluppi legislativi, dottrinali e giurisprudenziali.

## Fonti del diritto

### Fonti costituzionali

#### Costituzione
La Costituzione è la sola e unica norma giuridica suprema che il Belgio abbia mai avuto.
Stabilisce un sistema monarchico costituzionale, parlamentare e federale.
L'articolo 188 della Costituzione prevede che “tutte le leggi, decreti, ordinanze, regolamenti e altri atti ad esso contrari siano abrogati”.

#### Decreti costituzionali
Prima della creazione della Costituzione da parte del Congresso nazionale, questo stesso Congresso ha adottato due decreti. Il primo è quello del 18 novembre 1830 e il secondo del 24 novembre 1830.
Il decreto del 18 novembre 1830 proclama l'indipendenza del popolo belga (contro la dominazione olandese) e il decreto del 24 novembre 1830 dichiara che i membri della famiglia Orange-Nassau (famiglia regnante nei Paesi Bassi) sono esclusi da tutto il potere in Belgio, per sempre.
Infatti, poiché questi due decreti non sono integrati nella Costituzione, devono essere considerati come norme sovracostituzionali o come norme con valore costituzionale che possono quindi essere oggetto di revisione.
Si può comunque cercare di trovare la volontà dei membri del Congresso di spiegare questa peculiarità. Molti ritengono che se i membri del Congresso Nazionale hanno emanato questi decreti al di fuori della Costituzione stessa, ciò significa rendere queste due regole non rivedibili secondo la procedura dell'articolo 195 della Costituzione. Si ha quindi il diritto di considerare che questi standard sono "sovracostituzionali". Questa tesi è corroborata dalla dichiarazione del Congresso Nazionale del 24 febbraio 1830 che afferma "che è come organo costituente che ha emanato i suoi decreti del 18 e 24 novembre 1830, relativi all'indipendenza del popolo belga e all'"esclusione perpetua dei membri della famiglia Orange-Nassau da ogni potere in Belgio".
Un altro problema sorge oggi con il decreto del 24 novembre 1830. Questo decreto esclude qualsiasi membro della Casa d'Orange-Nassau dall'esercitare una funzione di potere in Belgio. Questo decreto pone infatti un problema con gli standard derivanti dalla Convenzione europea dei diritti dell'uomo. Questo testo, infatti, vieta, e questo in tutti i paesi membri del Consiglio d'Europa, di discriminare e impedire a persone esplicitamente mirate di esercitare funzioni all'interno di uno Stato. Questo problema non è stato ancora risolto, ma si dovrà trovare una soluzione a lungo termine. Un problema simile si pone nel Regno Unito dove i cattolici sono definitivamente esclusi dal trono.

### Diritto dell'Unione europea
Articoli principali: Relazioni tra il Belgio e l'Unione europea e il diritto dell'Unione europea.
La Costituzione del Belgio non contiene disposizioni riguardanti il rapporto tra lo Stato e l'Unione. L'Unione europea è menzionata direttamente solo nell'articolo 8, paragrafi 3 e 4 della Costituzione.
La Corte costituzionale belga sembra integrare i trattati nel blocco di costituzionalità.
L'efficacia diretta del diritto dell'Unione è stata accolta con sentenza della Corte di cassazione dell'8 giugno 1967 per regolamento. Il Consiglio di Stato ha riconosciuto l'efficacia diretta delle direttive il 7 ottobre 1968 nella sentenza Corvelyn/Stato belga.

### Trattati internazionali
La Costituzione belga non disciplina il rapporto tra diritto internazionale e diritto interno, regolato dalla giurisprudenza all'inizio degli anni '705.

### Norme legislative
Sono due in numero:
- legge: che è un testo votato dal parlamento e che è sanzionato dal re. Solo alcune aree rientrano nella giurisdizione della legge.
- decreti legge: sono disposizioni che hanno forza di legge e che sono prese da un ramo legislativo del diritto.

#### Leggi federali
L'articolo 74 della Costituzione prevede che il potere legislativo sia esercitato a livello federale dal re e dalla Camera dei rappresentanti.

#### Decreti e ordinanze
Un decreto (o un'ordinanza) è un atto legislativo approvato da un Parlamento regionale o comunitario, promulgato e sanzionato dal suo governo e che è equiparabile alla legge federale in virtù del principio di equivalenza delle norme.

#### Decreto reale
Un decreto reale è un atto del potere esecutivo federale firmato dal Re, controfirmato da uno o più Ministri o Segretari di Stato che ne assumono la responsabilità (I Segretari di Stato non possono controfirmare solo alcuni atti).
I decreti reali possono essere regolamentari (standard generali e astratti) o avere un ambito di applicazione individuale (destinatari identificabili).

### Giurisprudenza
La giurisprudenza è l'insieme delle decisioni giudiziarie relative a una determinata situazione. Queste sono le decisioni che sono state prese in precedenza e su cui un giudice può fare affidamento per esprimere il proprio giudizio.

### Dottrina
La dottrina raccoglie tutti i libri e gli articoli scritti da professionisti del settore (avvocati, magistrato, professore, ecc.). Analizzano alcuni punti di diritto ed esprimono un'opinione che la legge dovrebbe essere applicata.